# 妖星哥拉斯
《妖星哥拉斯》（日文原名：妖星ゴラス）是1962年上映的日本科幻電影，由本多豬四郎執導。台灣上映時譯名為《世界末日》。

## 劇情概要
在宇宙中有一個不斷前進的妖星名叫哥拉斯，質量是地球的6000倍，經過計算後發現即将與地球相撞，於是科学家们采取了一个大胆的计划在南極建造噴射基地，讓地球成為一個大火箭離開太陽系軌道以避免與哥拉斯的相撞。雖然該計畫在過程中遭遇了一系列變故，但是地球最终還是順利的離開太陽系軌道，避免了與哥拉斯的撞擊，成功脱險。

## 登場怪獸
馬古馬（日語：マグマ）
- 全長:50m
- 體重:2萬5000噸

## 演員
- 田澤博士：池部良
- 金井達麿（鳳号乘員）：久保明
- 園田智子：白川由美
- 野村滝子：水野久美
- 園田速男：坂下文夫
- 若林：太刀川寛
- 伊東（鳳号乗員）：二瓶正也
- 鳳号艇長：平田昭彥
- 美國操作員：喬治·A·福內斯
- 鳳号操縦員：佐藤功一
- 鳳号通信員：西条康彦
- 鳳号計算員：岡部正
- 鳳号觀測員：古田俊彦
- 鳳号機關員：緒方燐作
- 隼号艇長：田崎潤
- 隼号操作員：鈴木孝次
- 隼号通信員：今井和雄
- 馬古馬：中島春雄
- 馬古馬：手塚勝巳

## 製作人員
- 監製：田中友幸
- 導演：本多豬四郎
- 特技導演：圓谷英二
- 腳本：馬淵薫